# Kurucsai Szabolcs
Kurucsai Szabolcs (Szeged, 1974. június 2. –) magyar hivatásos masszőr. Magyarországon ő az első, aki vakon sajátította el a szakács és barista mesterségeket. Inspirációs és motivációs tréner, az Árboc Egyesület és a Mozgáskorlátozottak Csongrád Megyei Egyesületének elnöke.

## Korai évek
Gyerekkorában szürke hályoggal diagnosztizálták. Húsz éves elmúlt, amikor operáció következtében elveszítette az egyik szeme világát. 
Egyéni vállalkozóként dolgozott, amíg a látása engedte.

## Látássérültként
2009-ben mindkét szemére megvakult. Ezután mindent újra kellett kezdenie. Budapesten jelentkezett egy három hónapos rehabilitációra, ahol megtanították fehér bottal közlekedni és a Braille-ábécét használni.
2015-ben létrehozta saját nonprofit alapítványát, az Árboc Közhasznú Egyesületet. Gyerekeknek és felnőttek szóló foglalkozásokat tart a vakok életéről. Célja a társadalmi szemléletformálás, a fogyatékkal élő emberek elfogadásának elősegítése. Inspirációs és motivációs tréningeket, csapatépőket tart egyéni és céges felkérésekre.
Már vak emberként kitűnő bizonyítvánnyal szerezte meg szakács képesítését a szegedi Hansági Ferenc Szakképző Iskolában. Gyakornokságát a szegedi Art Hotel konyháján töltötte Goda Gábor konyhafőnök irányítása alatt.
2018-ban elvégzett egy barista tanfolyamot. Ugyanebben az évben az RTL Klub Az Év embere-díjra jelölte.
A sport is megmaradt az életében: hegyet mászik, barlangászkodik, kerékpározik.

## Családja
Első feleségétől 2003-ban született Patrik fia. Második feleségével Kurucsai-Szabó Melindával, egy látássérülteknek szervezett masszőrtanfolyamon találkozott.
Vakvezető kutyája Elvis, egy fekete labrador.

## Média-szereplései
Szegedi Tudományegyetem által szervezett 26. Őszi Kulturális Fesztiválon , 2022. október 15-én tartott előadást
Apenta Plusz – reklámfilm – Hajós Andrással – 2019
```
Civil Falu 2022
, interjú, 360 Online, 2022
```

SZIN Önkéntes Expo , interjú, FuTour, 2022
EQ SEXY VLOG I. Évad 17. Rész Hozzáférés: 2023. 01. 11.
„Vakon az emberek lelkéig látok...”, interjú, Patkó Ágnes, Fanni Magazin, 2018
Hétköznapi Hősök, interjú, Aszalós Szilvi, Hit Rádió, 2018